# Stazione di Kita-Shinagawa
La stazione di Kita-Shinagawa (北品川駅?, Kita-Shinagawa-eki) è una stazione ferroviaria di Tokyo. Si trova nel quartiere di Shinagawa ed è servita dalla linea Keikyū principale delle Ferrovie Keikyū.

## Linee
Ferrovie Keikyū
● Linea Keikyū principale

## Struttura
La stazione è dotata di due marciapiedi laterali in direzione nord-sud in grado di accogliere treni a sei casse con due binari passanti al centro. I marciapiedi sono collegati al fabbricato viaggiatore da un sovrappassaggio con scale fisse e da uno con ascensori, installati nel 2007.
| 1 | ■ Linea Keikyū principale | per Keikyū Kamata, Yokohama, Aeroporto Haneda (Terminal internazionale, Terminal domestico), Misakiguchi e Uraga |
| 2 | ■ Linea Keikyū principale | per Shinagawa, Sengakuji e linea Asakusa                                                                         |

## Stazioni adiacenti
| «                                 | Servizio                | »                       |
| Linea Keikyū principale           | Linea Keikyū principale | Linea Keikyū principale |
| --------------------------------- | ----------------------- | ----------------------- |
| Shinagawa                         | Locale                  | Shin-Baba               |
| Tutti gli altri treni non fermano |                         |                         |